# 自己免疫性低血糖
自己免疫性低血糖（じこめんえきせいていけっとう）とは、インスリン・インスリン受容体・膵島β細胞に対する自己抗体の働きによって起こる低血糖状態のことである。インスリンに対する自己抗体による場合、インスリン自己免疫症候群と呼ばれる。

## インスリン自己免疫症候群
インスリン自己免疫症候群とは、空腹時低血糖・血清免疫反応性インスリン高値・血清中のインスリン自己抗体の存在、の3つで特徴づけられる自己免疫疾患である。最初の症例は、1970年に平田幸正らによって報告された。別名平田病（平田氏病とも）とも言われる。

### 疫学
1999年までに報告された273症例のうち、244症例（89%）が日本人である（他は欧米の白人）。
日本人の患者では、自然発生的な低血糖発作の原因としては、インスリノーマ・膵外腫瘍についで3番目に多い。60歳代の発症が多いが、バセドウ病の若い女性患者も少なくない。男女差はない。

### 遺伝性
本症候群の日本人患者の96%が、HLA-DR4を持つ（HLA-DR4をもつ日本人は43%）。ヌクレオチド分析された患者のすべては、DRB1*0406/DQA1*0301/DQB1*0302のハロタイプを持っていた（このハロタイプを持つ日本人は14%）。DRB1*0406アリルは、インスリンペプチドをT細胞に提示する重要な役割をもつようである。

### 病態生理
約半数において、低血糖発作の4-6週間前に、-SH基のような官能基を持つ薬剤（メチマゾール・カルビマゾール・ペニシラミン・カプトプリル・グルタチオン・イミペネムなど）を投与されているため、薬剤誘起性の自己免疫現象と言われている。
-SH基を持つ薬剤が投与されると、インスリン分子内のS-S結合が還元され、α鎖とβ鎖が解離し、通常の状態では露出しないエピトープが露出する結果、インスリン自己抗体が産生されるとの説がある。インスリン自己抗体はインスリンに結合する。しかしこの結合は弱く、インスリンと自己抗体が解離して血漿中の遊離インスリン濃度が上昇すると、空腹時に低血糖を起こすと考えられている。しかし一方、食後に分泌されたインスリンが抗体に結合して直ちには働かないため、耐糖能異常をもきたす。
インスリン自己抗体の多くはポリクローナルで、IgGクラスに属する。低親和性・高結合能の自己抗体と、高親和性・低結合能の自己抗体の2種類があり、前者が低血糖発作に関連する。

### 臨床症状
空腹時低血糖とそれによる低血糖症状（動悸・冷汗・ふるえなど）を起こす。低血糖は一過性で、30%は一ヶ月以内に、40%は3ヶ月以内に回復するが、一部の患者は1年以上軽度の低血糖発作が続く。80%の症例で、他の自己免疫疾患を合併する（25%にバセドウ病を合併するほか、関節リウマチ・全身性エリテマトーデス・血管炎・慢性肝炎などの合併も見られる）。

### 検査
抗体に結合しているインスリンも一部測定されるため、血漿インスリンは1,000pmol/mL以上の高値を示し、時に150,000pmol/mLに達する例もある。遊離C-ペプチドとインスリン自己抗体の結合したプロインスリンを反映し、血漿中C-ペプチド濃度も上昇している。抗C-ペプチド抗体・抗インスリン受容体抗体は検出されない。

### 治療
頻回に食事（1日6回など）をしたり、低血糖発作時以外には甘い食物を避けるなどが推奨されている。食後のインスリンレベルを下げるために、αグルコシダーゼ阻害薬が役立つこともある。

### 予後
大多数は予後良好である。3ヶ月以内に自然寛解し、薬剤中止の4-12ヶ月後にインスリン自己抗体が消失する。カルビマゾールやメチマゾール治療を継続しても、インスリン自己抗体が自然消失したという報告もある。

## インスリン受容体に対する自己抗体
インスリン受容体への自己抗体は、通常は他の自己免疫疾患（全身性エリテマトーデスやシェーグレン症候群など）極度のインスリン抵抗性症候群Bを持つ患者に見出される。低血糖は、受容体抗体によるインスリン様作用による。

## 膵島β細胞に対する自己抗体
膵臓ランゲルハンス島のβ細胞刺激抗体の存在が、低血糖患者やインスリン依存型糖尿病患者において報告されている。この自己抗体の作用は不明である。